# Drosophila adiastola (artgrupp)
Drosophila adiastola är en artgrupp inom släktet Drosophila och undersläktet Hawaiian Drosophila. Artgruppen består av två artundergrupper och totalt 16 arter.

## Artundergruppenadiastola

### Artkomplexetadiastola
- Drosophila adiastola Hardy, 1965

### Artkomplexetclavisetae
- Drosophila clavisetae Hardy, 1966
- Drosophila ornata (Hardy & Kaneshiro, 1969)
- Drosophila setosimentum (Hardy & Kaneshiro, 1968)

### Övriga arter
- Drosophila cilifera (Hardy & Kaneshiro), 1968
- Drosophila neoclavisetae (Perreira & Kaneshiro, 1991)
- Drosophila neogrimshawi (Hardy & Kaneshiro, 1968)
- Drosophila ochrobasis (Hardy & Kaneshiro, 1968)
- Drosophila peniculipedis (Hardy, 1965)
- Drosophila spectabilis (Hardy, 1965)
- Drosophila touchardiae (Hardy & Kaneshiro, 1972)
- Drosophila toxochaeta (Perreira & Kaneshiro, 1991)

## Artundergruppentruncipenna

### Artkomplexetvaripennis
- Drosophila varipennis (Grimshaw, 1901)

### Övriga arter
- Drosophila hamifera (Hardy & Kaneshiro, 1968)
- Drosophila paenehamifera (Hardy & Kaneshiro, 1969)
- Drosophila truncipenna (Hardy, 1965)